# Camino La Pólvora
El camino La Pólvora (o La Autovía La Pólvora) es la denominación del camino que une el acceso sur del Puerto de Valparaíso con el sector de Placilla (Ruta 68-CH), en la Región de Valparaíso, Chile. Con una longitud aproximada de 22 km, pasando por Sector Laguna Verde (km 11) y la Zona de Extensión de Actividades Logísticas ZEAL del Puerto del Valparaíso. En la ruta, destacan el Túnel LP1 de 2 kilómetros que accede directamente a la zona portuaria, el Túnel LP2 (Loma Larga) y el Túnel LP3 (Las Ánimas) entre Quebrada, Las Lúcumas y Las Ánimas. También los Viaductos La Fábrica y Quebrada Las Lúcumas.
Este proyecto también denominado Sistema Camino La Pólvora es el camino más caro de Chile con un contrato del sector público no concesionado que ha incorporado tecnologías ITS, para gestionar la carretera y trabajar en forma colaborativa con otras instituciones, ha sido uno de los proyectos pioneros chilenos en el desarrollo de nuevas tecnologías en Chile. 
Es una experiencia con resultados de aplicaciones tecnológicas exitosas, en especial transmisibles para los países emergentes, que permitirían reforzar, con el conocimiento práctico, los beneficios del uso de tecnologías ITS complementado con una buena gestión y operación vial.
En Chile el año 2000, el desafío fue iniciar la implementación de tecnologías ITS en proyectos urbanos, para mejorar la infraestructura vial, el transporte público, la calidad de vida y sumar aportes para el desarrollo económico del país. 
El año 2017, en la Región de Valparaíso, Chile, con una potente plataforma tecnológica en operación, puede mostrar que los objetivos iniciales del Camino La Pólvora se han cumplido y superado plenamente, esto se puede apreciar en la realidad, pero siempre el usuario exige y obliga ir más allá.
La experiencia del camino La Pólvora se asemeja a lo que se conoce universalmente como Las Operaciones de la Red Vial (RNO - Road Network Operation) que comprenden todas las actividades de supervisión, gestión y apoyo a los usuarios de las carreteras para permitir, mejorar o facilitar el uso de una red vial existente, independientemente de sus condiciones de uso.

## Camino La Pólvora (Autovía La Pólvora)

### Sectores en Autovía
- Placilla·Puerto de Valparaíso 14,50 km de simple y doble calzada.
- Valparaíso Industrial Park a 12 km del Puerto de Valparaíso y a 10 km de Placilla

### Enlaces
- Autopista del Pacífico
- kilómetro 0 Placilla·Autopista del Pacífico.
- kilómetro 11 Laguna Verde·Caleta Las Domas.
- kilómetro 14 ZEAL Puerto de Valparaíso.
- Calle Antonio Varas de Valparaíso

- Datos: Q5742284